# Morten Christiansen
Morten Christiansen (født 4. januar 1978 i Aarhus) er en dansk fodboldspiller, hvis primære position er på den centrale midtbane.

## Spillerkarriere
Midtbanespilleren er opvokset i Aarhus og startede sin seniorkarriere i fodboldafdelingen under Idrætsklubben Skovbakken, hvorpå han skiftede til naboklubberne Vejlby-Risskov Idrætsklub og Aarhus Fremad. Han kom til Lyngby Boldklub i 2004 fra AC Horsens med henblik på hans civilingeniørstudie i København. Han blev i 2006/07-sæsonen kåret til sæsonens bedste spiller af fanklubben Blue Vikings.

## Ekstern kilde/henvisning
- Spillerprofil på lyngby-boldklub.dk Arkiveret 22. juli 2007 hos  Wayback Machine
- FC Royal Hjemmeside Arkiveret 2. juni 2013 hos  Wayback Machine

- Morten Christiansens spillerprofil på Transfermarkt (engelsk)
- Morten Christiansens profil hos FootballDatabase.eu (engelsk)